# Dino Sky Pedalo (Avonturenpark Hellendoorn)
Dino Sky Pedalo is een kleine trapmonorail in Avonturenpark Hellendoorn die staat in het parkdeel AvonturenJungle.

## Geschiedenis
De attractie is gebouwd door Metallbau Emmeln en werd in 1994 geopend in het park.

## Details attractie
Dino Sky Pedalo is een trapmonorail: een fysiek (door middel van fietspedalen) aangedreven monorail. De attractie heeft enkelvoudige karretjes die in de vorm van dinosauriërs zijn gemaakt waar 2 personen kunnen plaatsnemen. De bezoekers moeten zelf de monorailkarretjes vooruit bewegen door te trappen op de pedalen. De snelheid waarmee de bezoekers trappen bepaalt duur van de rit.
De rondrit bevindt zich op ongeveer 3-4 meter hoogte en maakte een ronde door vooral het parkdeel Avonturenpark en een klein deel van Discovery voordat het weer terug in het station is.

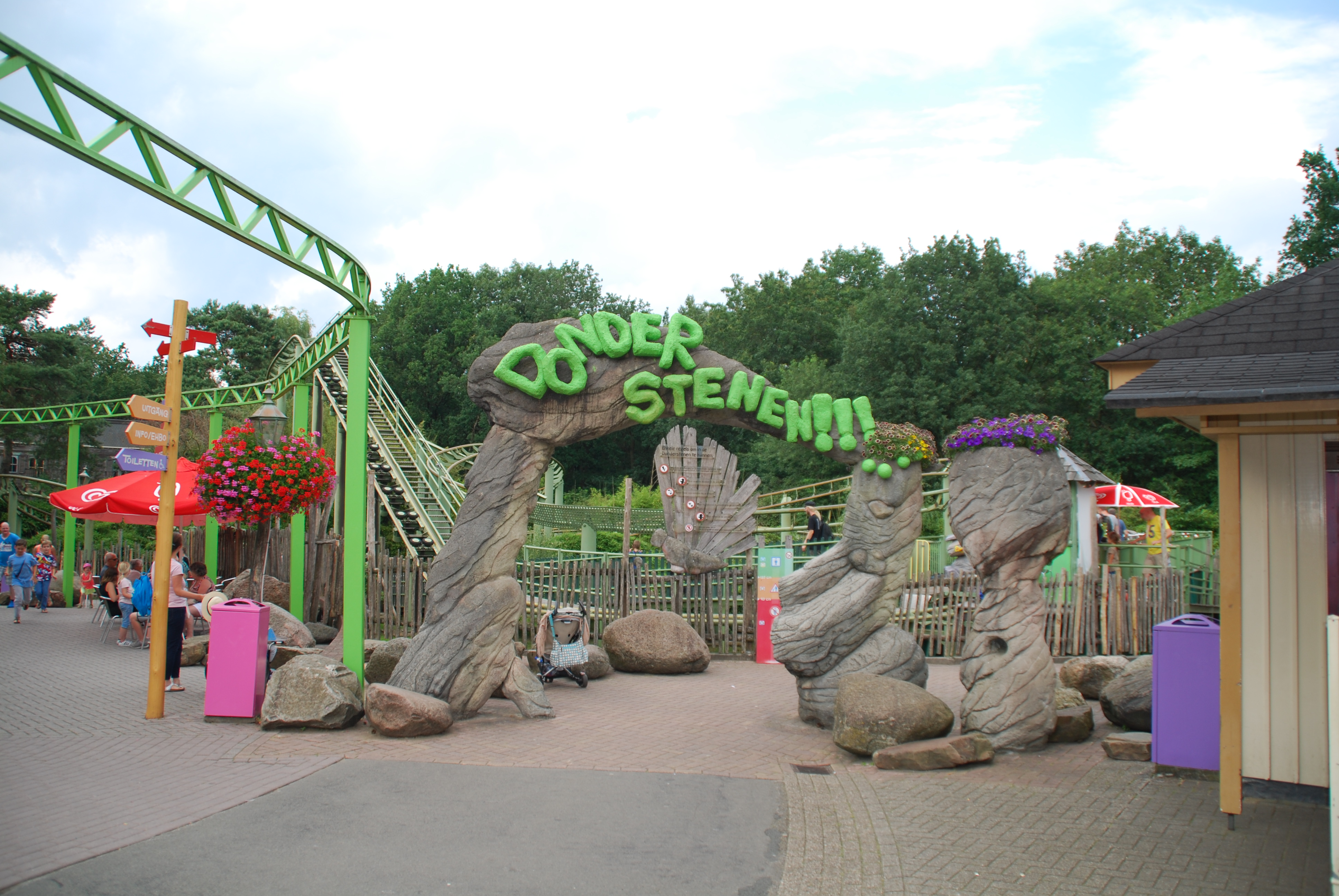
Dino Sky Pedalo's rails voert de bezoekers langs achtbaan Donderstenen.

Afbeeldingen
 · Lijst van attracties